# Phyllachora abortiva
Phyllachora abortiva är en svampart som först beskrevs av Jean Baptiste Desmazières, och fick sitt nu gällande namn av Karl Wilhelm Gottlieb Leopold Fuckel 1870. Phyllachora abortiva ingår i släktet Phyllachora och familjen Phyllachoraceae.   Inga underarter finns listade i Catalogue of Life.